# Чингис хан
Чингис хан (на монголски: Чингис хаан; първо се казва: Темуджин или Темууджин, на монголски: Тэмүжин, Тэмүүжин: на татарски: Ковача; на латински: Dschingis Khan; * вероятно 1155, 1162 или 1167; † вероятно на 18 август 1227) е хан на Монголите, монголски държавник, основал Монголската империя, най-голямата държава в човешката история. Той изгражда силна армия, основаваща се на меритокрацията, и използва блестяща организация и тактика, превръщайки се в един от най-успешните военачалници в историята.
В Монголия той е смятан за национален герой и е наричан „баща на монголската нация“. Той обединява монголите и сродните им племена от Централна Азия, създавайки нова обща идентичност, преодоляла племенната разпокъсаност.
Започвайки със завладяването на Западна Ся и Дзин в Китай и укрепвайки държавата с нови завоевания, сред които Хорезмия, Чингис хан поставя основите на империя, оставила незаличими следи в световната история. Няколко века монголско управление в Евразия коренно променят демографията и геополитиката в тези райони. При своя разцвет Монголската империя включва големи части от днешните Китай, Монголия, Русия, Корея, Азербайджан, Армения, Грузия, Сирия, Турция, Ирак, Иран, Казахстан, Киргизстан, Узбекистан, Таджикистан, Афганистан, Туркменистан, Пакистан, Палестина, Кувейт.

## Ранни години

### Раждане
Сведенията за първите години на Чингис хан са малко и няколкото източника, хвърлящи светлина върху този период се разминават върху много основни факти. Той вероятно е роден през 1162 г. в планинската област Бурхан Халдун, близо до реките Онон и Херлен. Точното място е неизвестно, като различни хипотези го поставят от двете страни на днешната руско-монголска граница.
Според Тайната история на монголите Темуджин е роден със съсирек на юмрука, което е знак, че е предопределен да бъде велик лидер. Чингис хан е най-възрастният син на Есугей от рода Борджигин, внук на общомонголския хан Хабул и водач на племето на киядите, който по това време е васал на кераитите. Наречен е Темуджин, на името на пленен от баща му водач на татарите. Името подсказва, че може да произхожда от семейство на ковачи. Според Тайната история на монголите Темуджин е синеок.

### Детство
Както повечето номади, детството на Темуджин е трудно. На 9 години той е оставен в семейството на Бьорте от рода Конкират, за която е предвидено да се ожени три години по-късно. По това време баща му е отровен от татарите, които са дългогодишни врагове на монголците. След като разбира това, Темуджин се връща в дома си за да поеме мястото на баща си. Племето отказва да бъде водено от малко момче и семейството му е изоставено.
През следващите няколко години Темуджин, майка му Хулун, братята му Имад, Хаджиун и Темуге, сестра му Темулен и полубратята му Бехтер и Белгутей живеят като номади и се прехранват главно с диви плодове и лов на дребни животни. При спор за подялбата на улова Темуджин убива Бехтер, но въпреки строгите упреци на майка си никога не изказва съжаление за това.
През 1182 Темуджин е пленен от съперническия монголски род Тайчиут. Те планират да го убият, но той успява да се освободи с помощта на симпатизиращи му хора от рода. През този период Темуджин се сприятелява с бъдещите си военачалници Джелме и Борчу, както и с Джамука, с когото стават кръвни братя.
По това време племенните съюзи в Монголия не са обединени политически. Обикновено временни съюзи са създавани чрез уредени бракове. По време на израстването си Темуджин наблюдава тежкият политически климат в Монголия, включващ племенни войни, кражби, нападения, корупция и отмъщение между различните племена. Всичко това се усложнява от намесите на китайските династии от юг. Майка му го учи за нестабилната политика на Монголия, най-вече за нуждата от съюзи.
На около 16 години Темуджин се жени за Бьорте, както е планирано от години като част от съюз между родовете. По-късно тя е отвлечена от меркитите, племе, с което родът Борджигин е в отдавнашна вражда. С помощта на Джамука и владетеля на кераитите Ван хан, Темуджин успява да освободи жена си. Въпреки многобройните си наложници, Чингис хан признава за свои наследници само децата си от Бьорте. Първият му син, Джучи, се ражда девет месеца след нейното освобождаване, но въпреки това самият Чингис хан никога не поставя под съмнение бащинството си. Въпреки различните спекулации Бьорте е единствената му кралица, въпреки че Темуджин спазва традицията като има няколко морганатични брака. Чингис хан има много деца от другите му бракове, но те са изключени от наследството му. Докато имената на синовете му са добре документирани, тези на дъщерите му не са. Имената на шест от дъщерите му са запазени, но точната бройка не се знае.

### Религия
Според много историци религията на Чингис хан е била шаманизъм или тенгризъм, който е бил често срещан сред тюркско-монголските племена в Средна Азия. Въпреки това, той е бил религиозно толерантен и се е интересувал от философските и моралните ценности на другите религии. За целта той се е консултирал с будистки монаси, християнски и мюсюлмански мисионери и даоисткия монах Цю Чуцзи.

## Обединяване на централноазиатските народи
Темуджин започва бавното си издигане, като се съюзява с кръвния брат на баща си Тогрул (известен с китайската титла Ван хан), владетел на кераитите. Тяхна връзка е подсилена, когато Бьорте е отвлечена и Темуджин се обръща към Торгул за помощ. Торгул му предоставя 10 000 от своите войници и му предлага да включи своя приятел от детството Джамуха. Въпреки че кампанията е успешна, тя проправя пътя за разделението на двамата приятели.
Най-големите врагове на монголците са найманите на запад, меркитите на север, тангутите на юг, Дзин и татарите на изток. През 1190 г. Темуджин, последователите му и техните съветници са обединили малка монголска конфедерация. Темуджин скъсва с монголската традиция по няколко начина. Той раздава власт спрямо заслугите, а не според семейните връзки. Като стимул за спазване на неговия закон, той обещава на войниците и цивилните хора богатство от бъдещата военна плячка. След победа над противниково племе, той не изгонва и изоставя останалото. Вместо това, той взима загубилото племе под своя опека и приема неговите членове в собственото си племе. Той дори кара майка си да осиновява сирачета от племената и така ги прибавя към собственото си семейство. Тези политически иновации вдъхновяват лоялност сред завладените народи и правят Темуджин по-силен след всяка битка.
Според монголските хроники, синът на Тогрул, Сенгум, не е доволен от нарастващата власт на Темуджин и планира да го убие. Тогрул, въпреки че е спасяван няколко пъти от Темуджин, в крайна сметка отстъпва пред сина си и се отказва от сътрудничество с Темуджин. В отговор Темуджин изпраща войски и нанася поражение на Сенгум и привържениците му. Окончателното скъсване между Тогрул и Темуджин настъпва, след като Тогрул отказва да даде дъщеря си за жена на сина на Темуджин Джучи. Това се възприема като проява на неуважение и довежда до война между двете племена. Тогрул се съюзява с Джамука, кръвния брат на Темуджин, но претърпява поражение след като много от войниците му дезертират на страната на Темуджин. Кераитите са присъединени към монголците и изчезват от историческата сцена.
Следващият сблъсък на Темуджин е с найманите, при които успява да избяга Джамука с привържениците си. Макар че много наймани доброволно преминават на страната на Темуджин, през 1201 Джамука е провъзгласен от курултай за гур хан, титла, използвана от владетелите на каракитаните. Това довежда до окончателен разрив с Темуджин. Преди началото на конфликта няколко военачалници изоставят Джамука, включително и Субетей. След няколкогодишни военни действия Темуджин надделява и през 1206 Джамука е заловен и предаден на Темуджин. Според биографите на Чингис хан, той предлага отново приятелството си на Джамука, но той отказва и иска само почетна смърт без проливане на кръв. Малко по-късно остатъците от найманите и меркитите са победени от Субетей и Темуджин става единственият владетел в монголските равнини.
Източниците показват, че животът на Чингис хан е белязан от серия предателства и конспирации. Това включва раздори с първите му съюзници като Джамука и Тогрул, синът му Джучи, проблеми с важен шаман, който се опитва са сътвори раздор между него и брат му Хазар. Неговата военна стратегия показва задълбочен интерес в събирането на информация и разбирането на мотивацията на врага, което се разбира от неговата голяма шпионска система. Той прилича на бърз студент, който приема новите идеи и технологии, които среща – като обсадите от китайците.
Към 1206 Темуджин успява да обедини меркити, наймани, монголи, уйгури, кераити, татари и по-малките разпръснати племена под едно общо управление. На курултай, включващ представители на различните племена, Темуджин е обявен за хан и приема името Чингис хан. Титлата хаган му е дадена посмъртно, след като е приета от сина му Угедей хан. Обединението на народите от Централна Азия става за пръв път от времената на Тюркския хаганат и установява траен мир между враждуващите по-рано племена. Населението на държавата по това време е около 200 000 души с армия, достигаща 70 000 войници.

## Военни походи

### Първа война със Западна Ся и Дзин
Монголската империя, създадена от Чингис хан през 1206, граничи на юг с държавите на джурчените (Дзин) и тангутите (Западна Ся). Първите от десетилетия държат в зависимост монголските племена, подклаждайки конфликтите между тях и дори екзекутирайки някои монголски ханове. Тангутите са по-слаби и Чингис хан решава да нападне първо тях, разчитайки, че младият владетел на Дзин няма да ги подпомогне.
През 1209 Чингис хан предприема поход срещу Западна Ся в днешните провинции Гансу и Шенси. Императорът на Дзин отказва да изпрати помощ. Въпреки трудностите при превземането на укрепените градове, монголите надделяват и тангутският император Сяндзун е принуден да се признае за васал на Чингис хан.
През 1211 Чингис хан започва война срещу джурчените и в решителната битка в Прохода на язовците им нанася тежко поражение. През 1213 монголите пресичат Китайската стена и през 1215 обсаждат, превземат и разрушават столицата на Дзин Яндзин (днешен Пекин). Това принуждава император Сюан Дзун да премести столицата си на юг в Кайфен.

### Завладяване на Кара Китай
По време на монголските походи в Китай Кучлуг, син на последния владетел на найманите, подчинени от Чингис хан около 1200, заминава на запад. Той успява да стане гур хан на Кара Китай, дотогава съюзник на монголите. Чингис хан рещава да превземе Кара Китай и да свали Кучлуг от власт. Монголската армия е изтощена от продължителните войни с джурчените и тангутите и през 1218 Чингис хан изпраща на запад само два тумена (20 хиляди войници), водени от военачалника Джебе.
Поради малобройната войска, монголците променят стратегията си. Монголски агенти предизвикват бунтове сред поддръжниците на Кучлуг, като така го оставят уязвим. Армията му е разгромена в битка на запад от Кашгар. Самият Кучлуг успява да избяга, но е заловен и екзекутиран. Кара Китай е присъединен към Монголската империя, която вече граничи на запад с Хорезъм, по това време голяма мюсюлманска държава с територии от Аралско море до Персийския залив.

### Завладяване на Хорезъм
След победата над каракитаните, Монголската империя достига границите на Хорезъм (днешен Иран), мюсюлманска държава, управлявана от шах Мохамед II. Чингис хан се опитва да установи търговски отношения с нея, като изпраща керван с 500 души. Иналчук, управител на хорезмийския град Отрар, напада кервана, а по-късно отказва да изплати компенсации за заграбените стоки и избитите хора. Тогава Чингис хан изпраща втора група посланици при самия шах, но той нарежда всички, освен един, да бъдат обезглавени. При това предизвикателство Чингис хан обявява за свой наследник третия си син Угедей и назначава за командващ войските в Китай Мукали, след което монголската армия се прехвърля през Тяншан и навлиза в Хорезмийската империя.
Чингис хан внимателно се подготвя за войната, като събира информация от различни източници. Той разделя армията си на три групи. Синът му Джучи води първата в североизточната част на Хорезмия. Втората група, водена от Джебе, прониква тайно в югоизточната част на страната, и, заедно с първата, напада и превзема Самарканд. Третата част, начело с Толуй и самия Чингис хан, се прехвърля на северозапад и напада Хорезъм от тази посока. Армията на шаха е обхваната от вътрешни противоречия. Освен това той я разделя на малки групи, концентрирани в различни градове, което се оказва решаващо за поражението на Хорезъм.
Въпреки бързия поход от изток, монголската армия с лекота превзема град Отрар, където Чингис хан екзекутира много жители, сред които и Иналчук. Според някои разкази той отклонява реката, преминаваща през родното място на Мохамед II, заличавайки го по този начин от картата. Превземането на столицата Хорезъм (днес Хива) е бързо и брутално, но шахът успява да избяга. Чингис хан натоварва Субетей и Джебе със залавянето му, давайки им 20 хиляди души и срок от две години. Шахът умира при неясни обстоятелства.
Към 1220 Хорезмийската империя е унищожена. След падането на Самарканд Бухара става столица на Джорезъм, наследник на шах Мингбурну, който на няколко пъти успява да отблъсне монголските войски. Въпреки това вътрешните разногласия разделят силите му и той трябва да напусне града след съкрушително поражение.

### Походи през 1223 – 1225
След завладяването на Хорезмия, Чингис хан събира войската си в Персия и Армения. По предложение на Субетей монголската армия се разделя на две части. През 1223 Чингис хан, предвождащ главната армия, предприема поход в Афганистан, Северна Индия и Иран. Той разгромява всички армии, които отказват да му се подчинят. Към Монголската империя трайно са присъединени Трансоксиана и Персия.
Междувременно двадесетхиляден корпус, командван от Субетей и Джебе, преминава през Грузия и превзема генуезката колония Кафа в Крим. Така монголците за пръв път достигат до Европа. На връщане войските на Субетей атакуват съюзническите сили на куманите и 80 000 киевски руси. Субетей изпраща емисари до славянските свещеници, за да иска мир, но те са екзекутирани. Монголците побеждават войската на киевците в битката при река Калка, но са победени от волжките българи в битката при завоя на Самара. Руските принцове молят за мир. Субетей се съгласява, но отказва да ги помилва. Принцовете са убити безкръвно, както повелява монголската традиция.
Монголците научават от своите пленници за изобилните зелени пасища отвъд българската територия, което позволява планирането на инвазията на Унгария и Европа. Скоро след това Чингис хан извиква Субетей обратно. По пътя към Монголия Джебе загива. Походът на Субетей и Джебе, в който те обграждат цялото Каспийско море, побеждавайки всички армии по пътя си, с изключение на волжите българи, остава несравним до този ден. Новини за триумфите на монголците достигат до Европа. Тези две кампании се считат за разузнавателни мисии, които целя да проучат политическите и културните елементи на районите. През 1225 двете дивизии се връщат в Монголия. Тези нашествия добавят Централна Азия и Персия към пределите на империята, докато унищоват всяка съпротива по пътя си. По-късно под властта внукът Чингис хан Бату хан и Златната орда, монголците ще се завърнат за да завладеят Волжка България и Киевска Рус през 1237 г., като завършват кампанията си през 1240 година.

### Втора война със Западна Ся и Дзин
След като в началото на походите на запад на Чингис хан императорът на Западна Ся отказва да го подкрепи, той образува съюз с Дзин, насочен срещу Монголската империя. В отговор Чингис хан подготвя нова война в Китай. През февруари 1226 той превзема Хейсуй, Ганджоу и Суджоу, а през есента – Силян. Тангутите се опитват да го спрат в битката при Хълан, но претърпяват поражение. През ноември монголите обсаждат Линджоу и преминават река Хуанхъ. Според хрониките, Чингис хан вижда в небето пет звезди, подредени в линия, и решава, че това предсказва негова победа.
В самото начало на 1227 Чингис хан напада и разрушава тангутската столица Нин Хя. Той продължава настъплението си в Линтяо, Синин, Синду и Дъшун, след което се оттегля към Люпаншан, за да прекара там лятото. Западна Ся се предава на монголите и престава да съществува.

## Наследство

### Смърт и погребение
На 18 август 1227, по време на последната си война със Западна Ся, Чингис хан умира. Причината за смъртта му е несигурна. Според една версия, той пада от коня си, поради напреднала възраст и физическа умора, като някои съвременници споменават пророчества на негови противници за това. Според Галицийско-волинската хроника, той е убит от тангутите. Съществува и легенда, че една тангутска принцеса, за да отмъсти за страната си и да попречи на собственото си изнасилване, кастрира Чингис хан със скрит нож, след което той не успява да се възстанови и умира.
Чингис хан настоява да бъде погребан без обозначения на гроба. След смъртта му тялото му е върнато в Монголия, вероятно в родното му място близо до река Онон. Според легендата погребалният ескорт избива всички по пътя си, за да запази в тайна мястото, където е погребан. Друг фолклорен разказ твърди, че една река е отклонена, така че да тече над гроба му, за да го скрие.  Гробът на Чингис хан не е открит до днес. Мавзолеят на Чингис хан е паметник в негова чест, но той не е погребан там.

### Разделяне на империята
Още преди смъртта си Чингис хан разделя Монголската империя между четиримата си сина Угедей, Чагатай, Толуй и Джучи. Тъй като Джучи умира преди баща си, неговият дял е получен от синовете му Бату и Орда. Отделните ханове управляват сравнително обособени части от огромната държава, като се смятат за подчинени на великия хан, какъвто първоначално става Угедей.
Областите, които получават четиримата братя са:
- Наследниците на Джучи получава северозападните области – Синя орда (Бату) и Бяла орда (Орда), които по-късно са обединени в Златната орда
- Чагатай получава Средна Азия и Северен Иран – Чагатайско ханство
- Угедей става велик хан и получава монголските владения в Китай – бъдещата империя Юан
- Най-малкият, Толуй, получава Монголия със столицата Каракорум

Чингис хан разделя и армията между своите наследници. Толуй получава 100 хиляди души, включително ядрото на монголската кавалерия. Джучи, Чагатай, Угедей и Геледжян, син на Чингис хан от Кулан, получават по 4 хиляди, а майка му и потомците на тримата му братя – по 3 хиляди.

## Кратка хронология
- 1155, 1162 или 1167 – Темуджин се ражда в Бурхан Халдун
- на 9-годишна възраст – Баща му, Есугей, е отровен от татарите и семейството му е прогонено от племето си
- ок. 1184 – Съпругата му, Бьорте, е отвлечена от меркитите; с помощта на кръвния си брат Джамука и владетелят на кераитите Ван хан тя е освободена
- ок. 1185 – Ражда се Джучи, първият му син, чието бащинство е спорно
- 1190 – Обединява племето на монголите и издава правния кодекс Яса
- 1201 – Побеждава Джамука
- 1202 – Обявен е за наследник на Ван хан след успешна война срещу татарите
- 1203 – Подчинява кераитите, като самият Ван хан е убит
- 1204 – Побеждава найманите
- 1206 – Джамука е убит, а Темуджин приема титлата Чингис хан
- 1207 – 1210 – Войни срещу Западна Ся в Северозападен Китай, чийто владетел приема неговото върховенство; уйгурите се присъединяват към Монголската империя
- 1211 – Война срещу Дзин в Северен Китай
- 1215 – Пекин е превзет; война срещу Кара Китай
- 1219 – 1222 – Завладява Хорезъм в Средна Азия
- 1226 – Нова война срещу Западна Ся
- 1227 – Чингис хан умира по време на похода срещу Западна Ся

## Филми и литература
Чингис хан и животът му са многократно филмирани:
- Завоевателят (1956)
- Чингис хан (Монументален филм от 1965)
- Чингис хан: До края на Земята и морето (японски филм от 2007)
- Монголецът (2007)

Също като тема в историческите романи:
- „Чингис хан, владетел на небето“ (книга от Памела Сарджънт)[8]
- „Чингис хан“ (Mongolen-Trilogie, W. Jan)[9]
- „Чингис 1. Степният вълк“ (книга от Кон Игълдън, ИК „Бард“)[10]
- „Чингис 2. Господари на лъка“ (книга от Кон Игълдън, ИК „Бард“)
- „Чингис 3. Кости по хълмовете“ (книга от Кон Игълдън, ИК „Бард“)
- „Чингис хан“ от Джон Ман, изд. „ЕРА“[11]